# Pohorelá
Pohorelá (deutsch Pohorella, ungarisch seit 1913 Koháryháza, 1907–13 Garamkohó, bis 1907 Pohorella) ist eine Gemeinde im Okres Brezno innerhalb des Banskobystrický kraj in der Slowakei mit etwa 2400 Einwohnern.

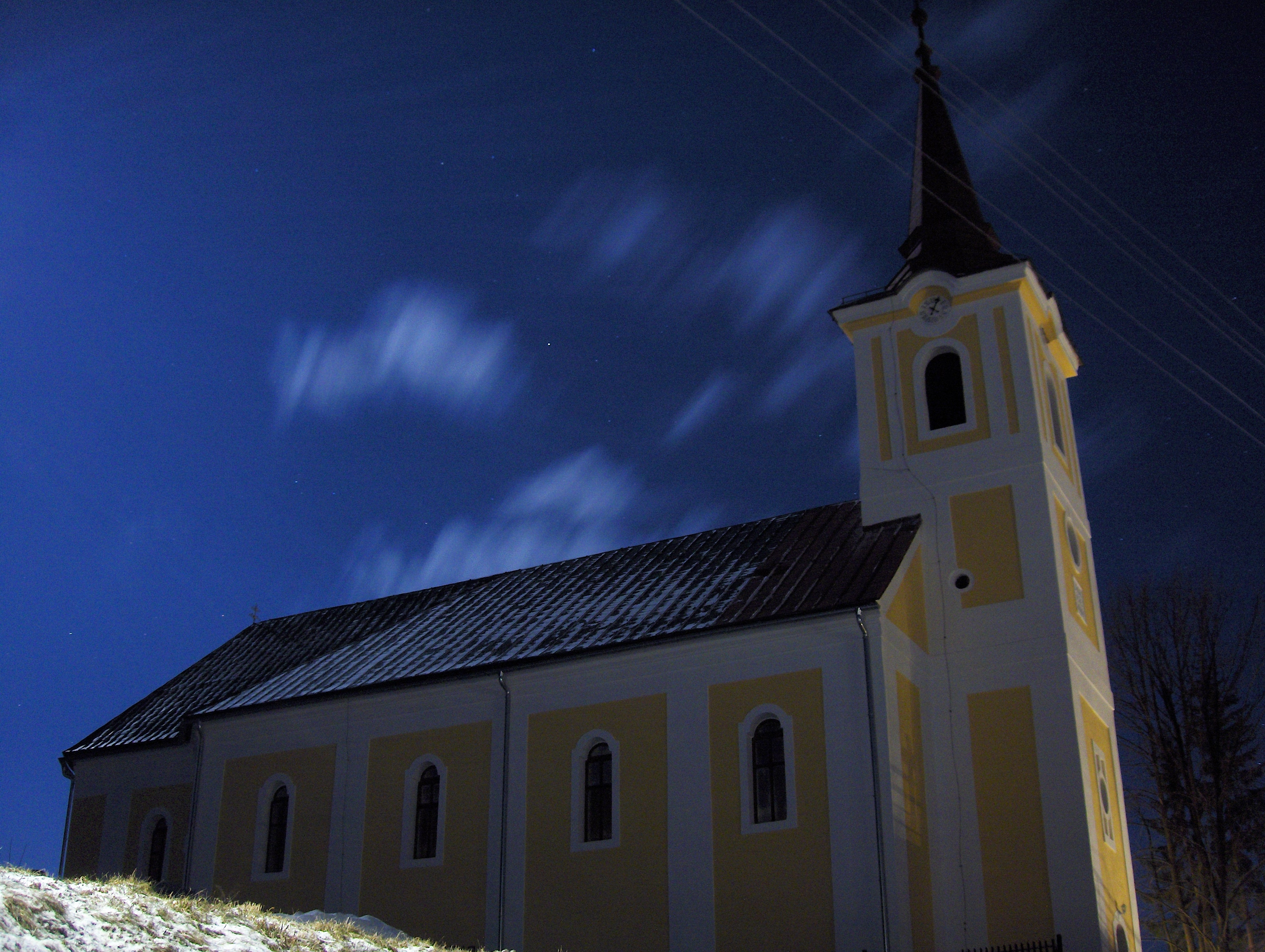
Kirche der Schmerzensmutter Maria im Ort

## Geographie
Die Gemeinde liegt in der Region Horehronie („Oberes Grantal“) und befindet sich auf der rechten Seite des Hron an den Bächen Pohorelka und Kompanica. Nördlich des Ortes erhebt sich die Niedere Tatra unter dem Berg Orlova hoľa (1840 m n.m.), auf der anderen Seite südlich des Flusses ist es die Muránska planina. Pohorelá ist 32 Kilometer von Brezno und 48 Kilometer von Poprad entfernt.

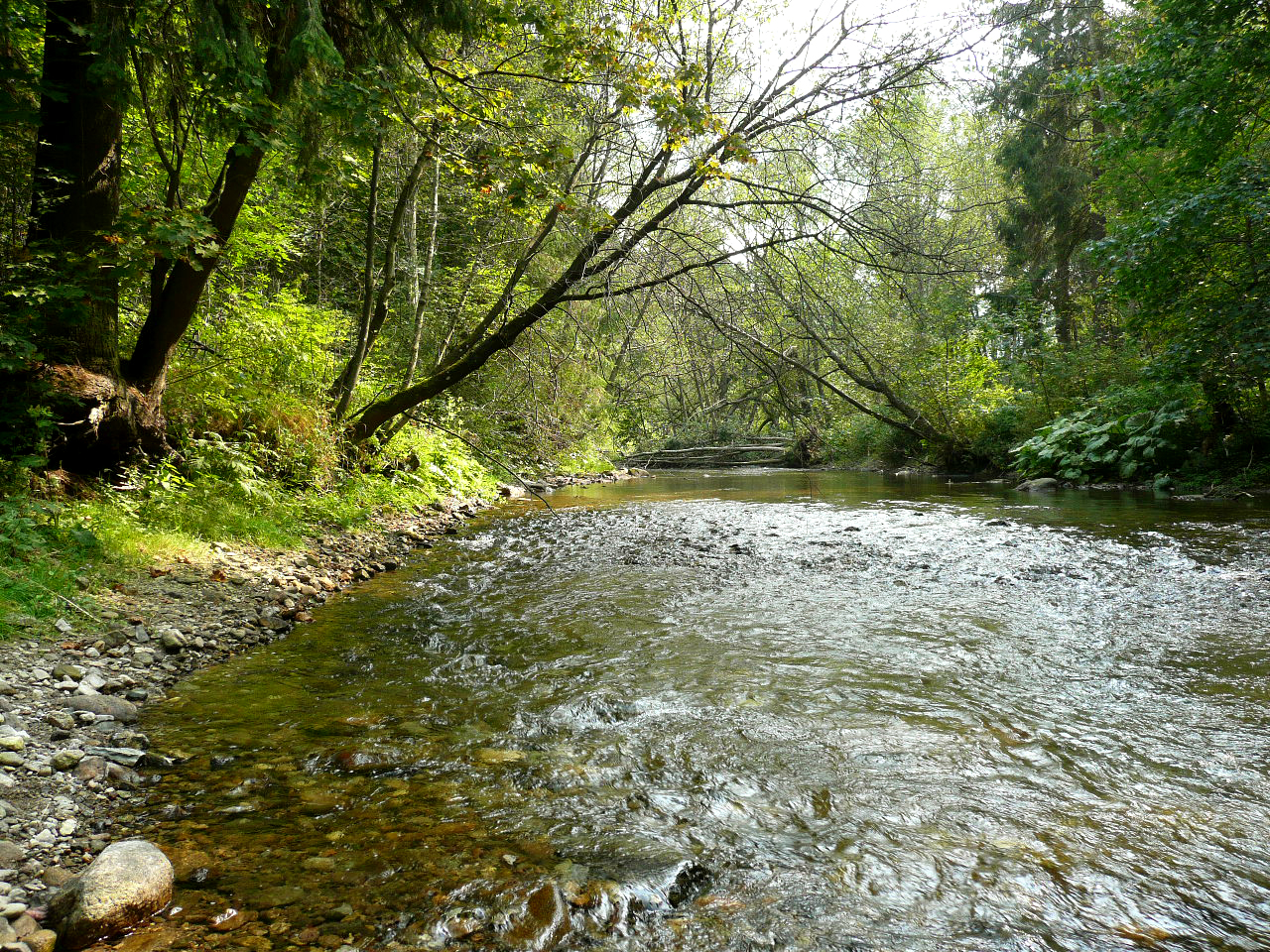
Hron im Gemeinde

## Geschichte
Der Ort entstand im 17. Jahrhundert durch wallachische Kolonisierung auf dem Herrschaftsgut der Burg Muráň und wird zum ersten Mal 1612 erwähnt. Zuvor es gibt keine Nachweise über eine dauerhafte Ansiedlung. Die Einwohner waren in Vieh- und Schafzucht, Forstwirtschaft und Köhlerei tätig. Ende des 18. Jahrhunderts entstanden im heutigen Gemeindeteil Pohorelská Maša eine Eisenhütte und ein Hammerwerk.

## Bevölkerung
| Jahr                | 1994 | 2004     | 2014     | 2024    |
| ------------------- | ---- | -------- | -------- | ------- |
| Anzahl der Personen | 2862 | 2552     | 2272     | 2054    |
| Unterschied         |      | −10,83 % | −10,97 % | −9,59 % |

| Jahr                | 2023 | 2024    |
| ------------------- | ---- | ------- |
| Anzahl der Personen | 2093 | 2054    |
| Unterschied         |      | −1,86 % |